# Bełczyna
Bełczyna (Duits: Süßenbach) is een dorp in het Poolse woiwodschap Neder-Silezië.

## Bestuurlijke indeling
In de periode van 1975 tot aan de grote bestuurlijke herindeling van Polen in 1998 viel het dorp bestuurlijk onder woiwodschap Jelenia Góra, vanaf 1998 valt het onder woiwodschap Neder-Silezië, district Lwówecki en maakt deel uit van de gemeente Wleń.